# The Road Goes Ever On
The Road Goes Ever On – przyśpiewka napisana przez J.R.R. Tolkiena, występująca w różnych wersjach w Hobbicie i Władcy Pierścieni. Jest tam osadzona jako piosenka wykonywana przez Bilba i Froda Bagginsów.
Prawdopodobnie pierwszą muzykę do przyśpiewki napisali w 1967 The Starlit Jewel. 12 czerwca 1967 nagrano na płytę gramofonową album The Road Goes Ever On, gdzie przyśpiewka była pierwszym utworem. Muzykę wykonywał na fortepianie Donald Swann, a śpiewał William Elvin.